# 5133 Phillipadams
5133 Phillipadams è un asteroide della fascia principale del diametro medio di circa 25,23 km. Scoperto nel 1990, presenta un'orbita caratterizzata da un semiasse maggiore pari a 2,7159065 UA e da un'eccentricità di 0,2230555, inclinata di 12,02100° rispetto all'eclittica.